# Debbie Stabenow
Debbie Stabenow (Gladwin, 1950. április 29. –) az Amerikai Egyesült Államok Michigan államának szenátora.